# منتخب نيوزيلندا لهوكي الحقل للسيدات
منتخب نيوزيلندا الوطني لهوكي الحقل للسيدات (بالإنجليزية: New Zealand women's national field hockey team)‏ هو ممثل نيوزيلندا الرسمي في المنافسات الدولية في هوكي الحقل للسيدات.